# Ryōji-Noyori-Preis
Der Ryōji-Noyori-Preis (jap. 野依賞,  Ryōji-shō) der Society of Synthetic Organic Chemistry Japan (SSOCJ) ist ein seit 2002 verliehener Preis in asymmetrischer synthetischer organischer Chemie.
Das umfasst Verfahren der Organischen Synthese, die zwischen Stereo-Isomeren (Enantiomere) unterscheiden, was für die Synthese biologisch wichtiger Substanzen wichtig ist.
Der Preis ist zu Ehren des Nobelpreises für Ryōji Noyori (2001) gestiftet worden und wird von der Firma Takasago International Corporation gesponsert. Er wird jährlich verliehen und ist mit 10.000 Dollar dotiert.

## Preisträger
- 2002 Henri B. Kagan
- 2003 Gilbert Stork
- 2004 Dieter Seebach
- 2005 Tsutomu Katsuki
- 2006 David A. Evans
- 2007 Tamio Hayashi
- 2008 Andreas Pfaltz
- 2009 Yoshio Okamoto
- 2010 Eric N. Jacobsen
- 2011 Hisashi Yamamoto
- 2012 Masakatsu Shibasaki
- 2013 Barry Trost
- 2014 Dieter Enders
- 2015 Larry E. Overman
- 2016 Keiji Maruoka
- 2017 David W. MacMillan
- 2018 Yoshito Kishi
- 2019 Scott E. Denmark
- 2020 Tsuneo Imamoto
- 2021 Erick M. Carreira
- 2022 Gregory C. Fu
- 2023 Kensō Soai
- 2024 Thorsten Bach